# HMS Courageous (S50)
Pour les autres navires du même nom, voir HMS Courageous.
Le HMS Courageous (pennant number : S50) est un sous-marin nucléaire d'attaque de classe Churchill de la Royal Navy. Il a servi dans la Royal Navy à partir de 1971. Il est maintenant désarmé.

## Engagements
En 1982, le HMS Courageous et son sister-ship le HMS Conqueror ont été envoyés avec la force opérationnelle britannique pour reprendre les îles Falkland aux forces d’occupation argentines. Il est rentré chez lui plus tard dans l’année sans dommage. Le HMS Courageous a été retiré du service en 1992. Il est maintenant un navire musée au chantier naval de Devonport.
Lors des HMNB Devonport Navy Days 2006, l’un des membres de l’équipe de restauration du HMS Courageous a souligné que le HMS Valiant était l’un des premiers sous-marins de la Royal Navy à avoir eu son réacteur de retiré. Comme le Valiant avait été extérieurement très endommagé par cette opération, le HMS Courageous a été sélectionné pour devenir un navire musée afin de représenter la flotte de sous-marins nucléaires de la Royal Navy pendant la guerre froide. Des composants ont été retirés du HMS Valiant pour restaurer le Courageous. Le HMS Courageous devait être déplacé en 2007 de son poste d’amarrage actuel à un nouveau poste d’amarrage, en raison du développement de la zone de HMNB Devonport où il était conservé.